# Carinomelonis
Carinomelonis es un género de foraminífero bentónico de la subfamilia Pulleniinae, de la familia Nonionidae, de la superfamilia Nonionoidea, del suborden Rotaliina y del orden Rotaliida. Su especie tipo es Carinomelonis helenae. Su rango cronoestratigráfico abarca el Holoceno.

## Clasificación
Carinomelonis incluye a la siguiente especie:
- Carinomelonis helenae